# ۸۳۷ (خورشیدی)
۸۳۷ هشتصد و سی و هفتمین سال هجری خورشیدی است.